# Батърсий Парк (писта)
Батърсий Парк Стрийт Сиркуит е временна писта за Формула Е, разположена на улиците в парка Батърсий на южния бряг на Темза в Лондон, Англия.
Тя е дълга 2,925 километра и има 17 завоя. Дизайнът е дело на Саймън Гибънс и използва четирите улици в рамките на парка. Първият старт на пистата е на 27 юни 2015 г.

## Победители
| Година | Победител       | Отбор           | Време     | Най-бърза обиколка | Пол позишън     | Дата   |
| ------ | --------------- | --------------- | --------- | ------------------ | --------------- | ------ |
| 2015   | Себастиен Буеми | е.дамс-Рено     | 47:54.784 | Лукас ди Граси     | Себастиен Буеми | 27 юни |
| 2015   | Сам Бърд        | Върджин Рейсинг | 45:48.792 | Сам Бърд           | Стефан Саразен  | 28 юни |